# شکرالله (سرخس)
شکرالله، روستایی از توابع بخش مرزداران شهرستان سرخس در استان خراسان رضوی ایران است.این روستا توسط خیرالله بخشی(ریگی) بنیاد گذاری شد. مردمان نژاد بلوچ که از طوایف ریگی ، نهتانی ، نارویی ، کوپتانی و یارمحمدزهی هستن. شغل بیشترشان کشاورزی و دامپروری است.

## جمعیت
این روستا در دهستان پل خاتون قرار دارد و براساس سرشماری مرکز آمار ایران در سال ۱۳۸۵، جمعیت آن ۱۳۷ نفر (۲۳خانوار) بوده‌است.